# 아메리칸 투어리스터
아메리칸 투어리스터(영어: American Tourister)는 미국의 수하물 제조업체로, 쌤소나이트의 자회사이다. 1933년 솔 코플러가 아메리칸 러기지 워크스(American Luggage Works)라는 이름으로 로드아일랜드주 프로비던스에 설립하였다. 1933년, 쌤소나이트를 소유한 애스트럼 인터내셔널(Astrum International)에 인수되었다. 애스트럼은 2년후 쌤소나이트 코퍼레이션으로 사명을 바꾸었다.